# Phaedra Hoste
Phaedra Hoste (Brugge, 28 augustus 1971) is een Belgisch voormalig fotomodel en televisiepresentatrice.

## Modellenwerk
Hoste begon op zestienjarige leeftijd als model en bleef actief tot 2008. Ze stond op de omslag van diverse tijdschriften en in reportages. In april 2001 stond ze naakt in het mannenblad Menzo. De Showbizzkalender editie 2007 wijdde het hele herfstseizoen aan Phaedra. In maart 2007 stond ze op de omslag van de verjaardagseditie van het mannenblad Ché.

## Televisiewerk
In 1991 begon Hoste met televisiewerkzaamheden als assistente in de spelshow De juiste prijs en later bij Studio Gaga van VTM. Daarna ging ze voor de VRT werken. Samen met Sergio presenteerde zij op het toenmalige Tv1 het programma Vliegende start (1999-2001) en werkte ze mee aan De Rode Loper.
Haar eerste grote presentatieopdracht was voor VT4 het programma Mediamadammen. In het programma ging ze op zoek naar showbizznieuwtjes, bezocht ze filmpremières en interviewde ze grote sterren. Ze presenteerde het programma met Tanja Dexters en Deborah Ostrega. Later vervoegde ook Ann Van Elsen het team. Mediamadammen liep van 2002 tot 2003. Later kende het programma nog even een vervolg in het infotainmentprogramma Schoon Volk, eveneens bij VT4.
In 2003 presenteerde Hoste op de Nederlandse zenders Net5 en SBS6 een lifestyleprogramma Trendies. Ze stopte met de presentatie nadat er problemen waren gerezen met de betaling van haar loon. Op L1 presenteerde ze in 2003 het programma Sterrenkeuken.
Vanaf 31 januari 2007 was ze een van de medewerkers van het woensdagavondprogramma Splash! van de commerciële zender VTM. Ze was te gast bij glazenwassers, hoogtewerkers, rioolwerkers, vuilnismannen enzovoort. Haar bijdrage heette Phaedra bij de mannen.
In november 2007 had ze een gastrol als het model Vivianne Verminne in de televisieserie Sara. Ook in het najaar van 2007 ging Hoste op zoek naar een man in het programma Wie wordt de man van Phaedra?.
In het najaar van 2008 nam Hoste deel aan De Slimste Mens ter Wereld. Ze hield het twee afleveringen vol, waarbij ze eenmaal de titel Slimste Mens ter Wereld behaalde. Ook was ze rond die periode elke week te zien in het programma Geert Hoste en het jaar van de geit.
Verder heeft Hoste aan programma's als Het Swingpaleis, Let's Dance en De Nationale Test deelgenomen.

## Nevenactiviteiten
Hoste is het gezicht van Slim Bontje. Hoste is vegetariër en dierenliefhebber.
Tijdens de gemeenteraadsverkiezing van 2000 werd Hoste verkozen in de gemeenteraad van Brugge namens de CD&V. Ze gaf haar mandaat op in 2002. Bij de gemeenteraadsverkiezingen van 2012 kwam ze op voor Open Vld in Antwerpen, maar werd niet verkozen.

## IMAGICASA
Sinds 2015 is Phaedra Hoste hoofdredactrice van het online platform en high-end magazine Imagicasa. Het magazine verschijnt viermaal per jaar en focust op architectuur, interieur, design, kunst, vintage auto's en een luxe levensstijl.